# Escabeche oriental
El escabeche oriental yucateco es un plato de la gastronomía de Yucatán, México. Deriva su nombre de la técnica española de hacer conservas en escabeche y específicamente se llama "oriental" porque es un platillo típico de la región oriental del estado de Yucatán, específicamente la ciudad de Valladolid. Está preparado a base de pavo o de pollo, que ha sido marinado en una mezcla de vinagre, cilantro, sal, pimienta, comino, clavos, canela y ajo. La carne de pollo es luego cocida en agua con cebolla en julianas y jugo de naranja agria. Después, la carne cocida es frita en manteca o aceite con ajo, orégano y sal. El ave se sirve bien crujiente y se baña con cebolla en julianas y chiles xcat-ik o güeros, fritos. 